# Type F70
La classe de frégates type F70 est une classe de neuf frégates, sept de lutte anti-sous-marine (Classe Georges Leygues) et deux frégates anti-aériennes (Classe Cassard) de la Marine nationale, admises au service actif entre 1979 et 1990, en remplacement des escorteurs d'escadre modifiés ASM. Elles sont  remplacées par les frégates multi-missions de la classe Aquitaine à partir de 2012.

## Navires de la classe
| Indicatif visuel | Nom               | Mise sur cale     | Mise à l'eau     | Mise en service   | Désarmement     | Base navale | Destination |
| ---------------- | ----------------- | ----------------- | ---------------- | ----------------- | --------------- | ----------- | --- |
| D640             | Georges Leygues   | 16 septembre 1974 | 17 décembre 1976 | 10 décembre 1979  | 30 juillet 2013 | Brest       | Brise-lames à Lanvéoc-Poulmic (2014-2024) ; démantèlement programmé à Bassens (2024).                                                           |
| D641             | Dupleix           | 17 octobre 1975   | 2 décembre 1978  | 13 juin 1981      | 16 juin 2015    | Toulon      | Brise-lames à Saint-Mandrier, depuis juin 2016.                                                                                                 |
| D642             | Montcalm          | 5 décembre 1975   | 31 mai 1980      | 28 mai 1982       | 3 juillet 2017  | Toulon      | En attente de démantèlement à Toulon (2018-2024) ; démantèlement programmé à Bassens (2024).                                                    |
| D643             | Jean de Vienne    | 26 octobre 1979   | 17 novembre 1981 | 25 mai 1984       | 11 juin 2018    | Toulon      | En attente de démantèlement à Toulon (2019-2024) ; démantèlement programmé à Bassens (2024).                                                    |
| D644             | Primauguet        | 17 novembre 1981  | 17 mars 1984     | 5 novembre 1986   | 1er avril 2019  | Brest       | En attente de démantèlement à Brest (2019-2020) ; Cimetière des navires de Landévennec (2020-2024) ; Brise-lames à Lanvéoc-Poulmic depuis 2024. |
| D645             | La Motte-Picquet  | 12 février 1982   | 6 février 1985   | 18 février 1988   | 13 octobre 2020 | Brest       | En attente de démantèlement à Brest depuis mai 2020.                                                                                            |
| D614             | Cassard           | 3 septembre 1982  | 6 février 1985   | 29 juillet 1988   | 15 mars 2019    | Toulon      | En attente de démantèlement à Toulon (2020-2024) ; démantèlement programmé à Bassens (2024).                                                    |
| D646             | Latouche-Tréville | 15 février 1984   | 19 mars 1988     | 16 juillet 1990   | 15 juin 2022    | Brest       | En attente de démantèlement à Brest depuis avril 2023.                                                                                          |
| D615             | Jean Bart         | 12 février 1986   | 19 mars 1988     | 21 septembre 1991 | 31 août 2021    | Toulon      | En attente de démantèlement à Toulon depuis 2021.                                                                                               |